# Municipio Naucalpan de Juárez
Koordinaten: 19° 29′ N, 99° 14′ W
Naucalpan de Juárez ist die nach Einwohnern drittgrößte Gemeinde des zentralmexikanischen Bundesstaates México nach Ecatepec de Morelos und Nezahualcóyotl. Sie gehört zur Zona Metropolitana del Valle de México, der Metropolregion um Mexiko-Stadt.
Beim Zensus 2010 betrug die Einwohnerzahl Naucalpan de Juárez’ 833.779 Personen, die Fläche des Municipios beläuft sich auf 157,6 km². Verwaltungssitz und einwohnerreichste Stadt im Municipio ist das gleichnamige Naucalpan de Juárez.

## Geographie und Lage
Naucalpan de Juárez liegt zentral im Bundesstaat México auf einer Höhe von etwa 2200 m bis 3650 m. Phaeozem und Vertisol sind die vorherrschenden Bodentypen. Im Municipio liegt der Nationalpark Los Remedios.
Das Municipio Naucalpan de Juárez grenzt an die Municipios Jilotzingo, Atizapán de Zaragoza, Tlalnepantla de Baz, Huixquilucan, Lerma und Xonacatlán sowie an den Bundesdistrikt Mexiko-Stadt.

## Orte und Gliederung
Das Municipio Naucaplan de Juárez umfasst laut INEGI 58 Ortschaften, von denen fünf eine Einwohnerzahl von mehr als 2.500 Personen aufweisen. Dies sind neben dem Verwaltungssitz Naucalpan de Juárez auch San Francisco Chimalpa, Ejido de San Francisco Chimalpa, Santiago Tepatlaxco und San José Tejamanil.
Gegliedert ist das Municipio in vier Zonen: die zona popular, die zona residencial, die zona rural und die zona industrial.

## Sport
Im Rahmen der Olympischen Sommerspiele 1968 in Mexiko-Stadt war die Gemeinde Austragungsort der Wettbewerbe im Straßenradsport. Der sogenannte Satellite Circuit, war ein sehr hügeliger 24,525 km langer Rundkurs. Dieser führte unter anderem über den Boulevard Manuel Ávila Camacho, eine Hauptverkehrsstraße im nördlichen Stadtteil Ciudad Satélite. Hier befinden sich auch die Torres de Satélite.